# 天正
天正（てんしょう）は、日本の元号の一つ。元亀の後、文禄の前。1573年から1592年までの期間を指す。この時代の天皇は正親町天皇、後陽成天皇。征夷大将軍は足利義昭。

## 改元
- 元亀4年7月28日（ユリウス暦1573年8月25日）：戦乱などの災異のため改元。
- 天正20年12月8日（グレゴリオ暦1593年1月10日[注 1]） ：文禄に改元。

### 経緯
足利義昭を京都から追放した織田信長が、公卿や朝廷を通じて改元させることに成功したと言われ、『お湯殿上日記』元亀4年7月21日条（義昭追放の3日後・改元の7日前）にも、信長から改元の奏請があったことが記されている。
ただし、朝廷では改元についての議論が既にその1年以上前から行われており、『お湯殿上日記』元亀3年3月29日条には改元の発議を知らせる使者が信長と義昭の元に派遣されていることが記されている。
だが、「元亀」改元を奏請したとされている足利義昭はこれに反発して、改元にかかる経費の拠出を拒み（『お湯殿上日記』元亀3年4月20日条）、元亀3年9月に信長が義昭を非難するために作成した『異見十七ヶ条』でも批判の対象とされている。また、年号勘文は、すでに元亀3年11月11日付で作成されている。
なお、改元時に朝廷では信長に勘文を見せ、その意向に応じて元号を「天正」と定めており、信長が武家政権の長として改元に容喙した事実は織田政権の開始を象徴する出来事であった。反面、改元の実施日や元号の実質的な選考作業と言える勘文の作成に信長が関与した事実は確認できず、あくまでも朝廷の意向を尊重するという形式を取った改元であった。

## 西暦の改暦
天正10年（1582年）、ヨーロッパで用いられる暦（西暦）は、カトリック教会が主導してユリウス暦からグレゴリオ暦への改暦が実施された。近代以前の日本の暦における日付を西暦に換算する場合にはこの事を念頭に置く必要性がある。ただし、グレゴリオ暦の導入状況は国によって異なり、カトリック諸国（イタリア、スペイン、ポーランドなど）では早く、プロテスタント諸国（ドイツ、オランダ、北欧など）や独自の国教を持つ国（イギリス、ロシア、ギリシャなど）では後れた。
グレゴリオ暦の実施が最も早かった国々では、ユリウス暦1582年10月4日（木曜日）の翌日を、グレゴリオ暦1582年10月15日（金曜日）とすることによって使用が開始されている。
| 和暦 （宣明暦） | 西暦                    | 西暦                     | ユリウス通日 |
| 和暦 （宣明暦） | ユリウス暦 （旧暦）     | グレゴリオ暦 （新暦）    | ユリウス通日 |
| --------------- | ----------------------- | ------------------------ | ------------ |
| 天正10年9月18日 | 1582年10月4日（木曜日） | －                       | 2299160      |
| 天正10年9月19日 | 1582年10月5日（金曜日） | 1582年10月15日（金曜日） | 2299161      |
| 天正10年9月20日 | 1582年10月6日（土曜日） | 1582年10月16日（土曜日） | 2299162      |

なお、日本の暦は、明治6年1月1日（1873年1月1日）に太陽暦（グレゴリオ暦）を採用するまで、西暦と日付がずれる。また、西暦についても、ユリウス暦からグレゴリオ暦への移行は国ごとに異なっていることを念頭に置く必要がある。
| 和暦            | 和暦                    | 西暦                     | 西暦                     | ユリウス通日 |
| 天保暦 （旧暦） | 現行暦 （新暦）         | ユリウス暦 （旧暦）      | グレゴリオ暦 （新暦）    | ユリウス通日 |
| --------------- | ----------------------- | ------------------------ | ------------------------ | ------------ |
| 明治5年12月2日  | －                      | 1872年12月19日（火曜日） | 1872年12月31日（火曜日） | 2405159      |
| （12月3日）     | 明治6年1月1日（水曜日） | 1872年12月20日（水曜日） | 1873年1月1日（水曜日）   | 2405160      |
| （12月4日）     | 明治6年1月2日（木曜日） | 1872年12月21日（木曜日） | 1873年1月2日（木曜日）   | 2405161      |

## 天正年間の出来事
- 元年（1573年）
  - 8月1日 - 武田高信、因幡国甑山城に籠る山中幸盛を攻撃し、惨敗（鳥取のたのも崩れ）
  - 8月20日 - 朝倉義景が織田信長に攻められ自害（一乗谷城の戦い）
  - 8月28日 - 浅井長政が小谷城を織田信長に攻められ自害（前日には父の浅井久政も自害）（小谷城の戦い）
  - 12月26日 - 松永久秀が織田信長に降伏
- 2年（1574年）
  - 1月19日 - 越前国で一向一揆（越前一向一揆）、守護代桂田長俊が自害
  - 9月29日 - 長島一向一揆が鎮圧される
- 3年（1575年）
  - 5月 - 三河国長篠城を武田勝頼が攻囲
  - 5月21日 - 設楽原で織田信長軍と徳川家康軍が武田勝頼軍と激突、武田軍が敗走（長篠の戦い）
- 4年（1576年）
  - 4月16日 - 武田信玄の葬儀が甲斐国恵林寺で営まれる
  - 7月 - 山田重直、伯耆国羽衣石城下において福山茲正らを殺害
- 5年（1577年）
  - 2月22日 - 織田信長が雑賀衆を攻撃
  - 9月15日 - 上杉謙信が能登国七尾城を攻略
  - 9月23日 - 手取川の戦いで、上杉謙信が織田軍に大勝
  - 10月10日 - 松永久秀、松永久通父子が織田信長に攻められ信貴山城で自害（信貴山城の戦い）
  - 11月20日 - 織田信長が右大臣に就任
  - 12月3日 - 羽柴秀吉が播磨国上月城を攻略
- 6年（1578年）
  - 3月13日 - 上杉謙信が死去
  - 4月9日 - 織田信長が右大臣・右大将の職を辞任
  - 5月13日 - 御館の乱が起こる
  - 6月7日 - 武田勝頼と上杉景勝が和睦
  - 7月3日 - 尼子勝久が毛利軍に攻められ自害（上月城の戦い）
  - 11月12日 - 耳川の戦いにて、島津義久、義弘、家久兄弟らが大友軍に大勝
- 7年（1579年）
  - 5月11日 - 安土城の天主が完成
  - 5月27日 - 安土城にて安土宗論が行われる
  - 8月29日 - 徳川家康が妻の築山殿を殺害
  - 9月15日 - 徳川家康の長男信康が自害
- 8年（1580年）
  - 1月17日 - 羽柴秀吉に三木城を攻められ、別所長治が自刃（三木合戦）
  - 閏3月5日 - 織田信長と本願寺の宗主顕如との和議が成立。
  - 8月2日 - 石山本願寺が焼失。石山合戦が終わる。
  - 11月17日 - 柴田勝家が加賀一向一揆を鎮圧
- 9年（1581年）
  - 2月28日 - 織田信長が京都で馬揃を行う
  - 3月22日 - 徳川家康が武田家の支配下にあった高天神城を奪回（高天神城の戦い）
  - 4月20日 - 堀秀政が織田信長に従わなかった槇尾寺を焼き討ち
  - 4月21日 - 龍造寺隆信が隈府城を攻略
  - 7月21日 - 羽柴秀吉が鳥取城を包囲
  - 10月24日 - 大友義鎮が彦山を焼き討ち
- 10年（1582年）
  - 1月28日 - 天正遣欧少年使節の4人が長崎を出発
  - 3月11日 - 甲州征伐、武田家滅亡
  - 4月3日 - 織田信忠が恵林寺を焼き討ちし、快川紹喜ら死去
  - 4月27日 - 羽柴秀吉、備中高松城付近で清水宗治の兵と交戦（備中高松城の戦い）。
  - 6月2日 - 本能寺の変が起こる
  - 6月13日 - 山崎の戦いが起こる
  - 6月27日 - 清洲会議が行われ、織田秀信を後継者に決定する
  - 10月15日 - 大徳寺で織田信長の葬儀が行われる
- 11年（1583年）
  - 3月29日 - 東大寺の不開門が暴風のため倒壊
  - 4月21日 - 賤ヶ岳の戦いが起こる
  - 5月2日 - 織田信孝が自刃
- 12年（1584年）
  - 3月24日 - 龍造寺隆信が島原で島津家久などとの戦いの末、敗死（沖田畷の戦い）
  - 4月9日 - 小牧・長久手の戦いが起こる
  - 6月28日 - スペイン船が平戸に初来航
- 13年（1585年）
  - 3月8日 - 豊臣秀吉が大徳寺で大茶会を開く
  - 7月11日 - 豊臣秀吉、関白となる
  - 11月13日 - 石川数正が徳川家康の元から出奔
  - 11月29日 - 北陸・畿内で大地震（天正地震）、越中国木舟城の崩壊で城主の前田秀継が死去、帰雲山崩壊で帰雲城埋没
- 14年（1586年）
  - 6月24日 - 木曾川が大洪水
  - 7月27日 - 島津軍が大友氏の岩屋城を攻略し、高橋紹運が自害（岩屋城の戦い）
  - 10月4日 - 毛利輝元が小倉城を攻略
  - 10月27日 - 徳川家康が豊臣秀吉に臣従
  - 11月7日 - 正親町天皇が譲位し、後陽成天皇が践祚
  - 11月25日 - 後陽成天皇の即位礼が行われる
- 15年（1587年）
  - 4月3日 - 九州征伐。秋月種実が豊臣秀吉に降伏
  - 5月6日 - 島津義久が豊臣秀吉に降伏
  - 6月19日 - 豊臣秀吉がバテレン追放令を発布
  - 9月13日 - 聚楽第が完成
- 16年（1588年）
  - 1月13日 - 足利義昭、征夷大将軍職を朝廷に返上。これをもって室町幕府は名実ともに滅亡する
  - 4月14日 - 後陽成天皇が聚楽第に行幸（聚楽第行幸）
  - 6月17日 - 郡山合戦起こる
  - 7月8日 - 刀狩令、海賊取締令が発布される
  - この年後藤四郎兵衛が秀吉の依頼で天正大判を制作
- 17年（1589年）
  - 2月5日 - 駿河国・遠江国で大地震
  - 5月27日 - 豊臣秀吉の妾妻淀殿が鶴松を出産
  - 6月5日 - 伊達政宗が蘆名義広と戦い、大勝した伊達政宗が南奥州の覇権を確立（摺上原の戦い）
- 18年（1590年）
  - 4月5日 - 豊臣秀吉が小田原城を包囲（小田原征伐）
  - 7月5日 - 小田原城を開城し、北条氏直が降伏
- 19年（1591年）
  - 2月28日 - 千利休が自害
  - 8月5日 - 豊臣秀吉の子鶴松が死去
  - 12月28日 - 豊臣秀次が関白になる
- 20年（1592年）
  - 4月12日 - 小西行長が釜山に上陸、文禄の役が始まる
  - 5月3日 - 小西行長、加藤清正らが漢城に入る
  - 6月15日 - 小西行長、黒田長政らが平壌を占領

## 誕生
- 元年
  - 月日不明 - 里見義康、里見義頼の長男、安房国館山藩主（+ 慶長8年）
  - 月日不明 - 崇源院（江）、徳川秀忠の正室（継室）（+ 1626年）
- 2年
  - 月日不明 - 結城秀康、徳川家康の次男、越前国福井藩主（+ 慶長12年）
  - 月日不明 - 豪姫、宇喜多秀家の正室、前田利家の娘（+ 寛永11年）
- 3年
  - 月日不明 - 長宗我部盛親、戦国大名（+ 元和元年）
  - 月日不明 - 本多忠政、戦国期の武将、姫路城主（+ 寛永8年）
- 4年
  - 3月15日 - 南部利直、戦国期の武将、盛岡藩初代藩主（+ 寛永9年）
  - 11月7日 - 島津忠恒、戦国から江戸初期の大名（+ 寛永15年）
  - 月日不明 - 秋田実季、戦国から江戸初期の大名（+ 万治2年）
  - 月日不明 - 浅野幸長、戦国期の武将、紀伊国紀州藩主（+ 慶長18年）
  - 月日不明 - 織田信高、織田信長の七男、豊臣秀吉の家臣（+ 慶長7年）
- 5年 
  - 月日不明 - 毛利勝永、戦国期の武将、豊臣氏の家臣（+ 慶長20年）
- 6年 
  - 月日不明 - 前田利政、戦国期の武将、前田利家の次男（+ 寛永10年）
- 7年
  - 1月8日 - 八条宮智仁親王、戦国期から江戸初期の皇族、八条宮家の初代当主（+ 寛永6年）
  - 7月7日 - 徳川秀忠、江戸幕府2代将軍（+ 寛永9年）
  - 月日不明 - 春日局、徳川家光の乳母（+ 寛永20年）
- 8年
  - 10月28日 - 鍋島勝茂、戦国期の武将、佐賀藩初代藩主（+ 明暦3年）
  - 月日不明 - 松平忠吉、徳川家康の4男、戦国から江戸初期の大名（+ 慶長12年）
  - 月日不明 - 大久保忠常、戦国期の武将、徳川氏の家臣（+ 慶長16年）
  - 月日不明 - 織田秀信、戦国期の武将、織田信忠の嫡男（+ 慶長10年）
  - 月日不明 - 奥平忠政、戦国期の武将、美濃国加納藩第2代藩主（+ 慶長19年）
  - 月日不明 - 駒姫、戦国期の武将、最上義光の二女（+ 文禄4年）
- 9年
  - 月日不明 - 織田秀則、戦国期の武将、織田信忠の次男（+ 寛永2年）
- 10年
  - 月日不明 - 小早川秀秋、戦国大名（+ 慶長7年）
  - 月日不明 - 水野忠清、江戸初期の大名（+ 正保4年）
- 11年
  - 月日不明 - 林羅山、江戸初期の儒学者、道春とも（+ 明暦3年）
  - 月日不明 - 蒲生秀行、戦国期の武将、蒲生氏郷の子（+ 慶長17年）
- 12年
  - 3月4日 - 脇坂安元、江戸初期の大名（+ 承応2年）
  - 月日不明 - 松平定行、江戸初期の大名、伊予国松山藩初代藩主（+ 寛文8年）
  - 月日不明 - 宮本武蔵、剣豪、兵法者、書画家
- 13年
  - 月日不明 - 松平定吉、戦国期の武将（+ 慶長8年）
  - 月日不明 - 福島正之、戦国期の武将、福島正則の養嗣子（+ 慶長13年）
- 14年
  - 月日不明 - 本多忠純、下野国榎本藩初代藩主（+ 寛永8年）
  - 月日不明 - 板倉重宗、江戸初期の譜代大名、京都所司代（+ 明暦2年）
- 15年
  - 6月16日 - 酒井忠勝、江戸初期の大名、老中（+ 寛文2年）
  - 月日不明 - 小出吉英、江戸初期の外様大名、和泉国岸和田藩主、但馬国出石藩主（+ 寛文6年）
- 16年
  - 月日不明 - 板倉重昌、三河国深溝藩主（+ 寛永15年）
  - 月日不明 - 中根正盛、江戸初期の旗本、徳川家光の御側（+ 寛文5年）
- 17年
  - 5月29日 - 鶴松丸、豊臣秀吉の長男、幼名は捨（+ 天正19年）
- 18年
  - 2月11日 - 井伊直孝、近江国彦根藩主、井伊直政の次男（+ 万治元年）
  - 月日不明 - 小出吉親、江戸初期の外様大名、但馬国出石藩主、丹波国園部藩初代藩主（+ 寛文8年）

- 19年
  - 9月25日 - 伊達秀宗、江戸初期の大名、伊予国宇和島藩初代藩主、伊達政宗の長男（+ 明暦4年）
- 20年
  - 1月4日 - 松平忠輝、徳川家康の6男（+ 天和3年）

## 死去
- 元年
  - 8月20日 - 朝倉義景、朝倉孝景の子、戦国大名（* 天文2年）
  - 8月27日 - 浅井久政、戦国大名（* 大永6年）
  - 8月28日 - 浅井長政、戦国大名、正室はお市（* 天文14年）
- 2年
  - 3月5日 - 武田信虎、元甲斐国守護。武田信玄の父（* 明応3年）
- 3年
  - 5月16日 - 鳥居強右衛門、戦国期の足軽、奥平信昌の家臣（* 生年不明）
  - 5月21日 - 甘利信康、戦国期の武将、武田勝頼の家臣（* 生年不明）
  - 5月21日 - 河窪信実、戦国期の武将、武田信玄の異母弟（* 生年不明）
  - 5月21日 - 三枝昌貞（守友）、戦国期の武将、武田勝頼の家臣（* 天文6年）
  - 5月21日 - 真田信綱、戦国期の武将、武田勝頼の家臣（* 天文6年）
  - 5月21日 - 真田昌輝、戦国期の武将、信綱の弟（* 天文11年）
  - 5月21日 - 土屋昌続（昌次）、戦国期の武将、武田勝頼の家臣（* 天文13年）
  - 5月21日 - 馬場信春、戦国期の武将、武田家臣（* 永正12年?）
  - 5月21日 - 原昌胤、戦国期の武将、武田勝頼の家臣（* 享禄4年）
  - 5月21日 - 内藤昌秀（昌豊）、戦国期の武将、武田家臣（* 大永2年）
  - 5月21日 - 望月信永、戦国期の武将、武田勝頼の従兄弟（* 天文20年）
  - 5月21日 - 山県昌景、戦国期の武将、武田家臣（* 享禄2年）
  - 5月21日 - 松平伊忠、戦国期の武将、徳川家康の配下（* 天文6年）
  - 10月 - 南条宗勝、戦国期の武将、伯耆国の南条氏当主（* 明応4年?）
  - 11月21日 - 秋山虎繁（信友）、戦国期の武将、武田勝頼の家臣（* 大永7年）
- 4年 
  - 10月14日 - 豊臣秀勝、豊臣秀吉の子、幼名石松丸（* 元亀元年）
- 5年
  - 3月5日 - 直江景綱、戦国期の武将、上杉氏の家臣（* 永正6年?）
  - 10月10日 - 松永久秀、戦国期の武将、茶人（* 永正7年）
  - 10月10日 - 松永久通、戦国期の武将、松永久秀の嫡男（* 天文12年）　生年は異説有り
- 6年
  - 3月13日 - 上杉謙信、戦国期の武将、越後国の戦国大名（* 享禄3年）
  - 7月17日 - 山中幸盛、戦国期の武将、尼子氏の家臣（* 天文14年）
- 7年
  - 3月2日 - 山科言継、戦国時代の公家、権大納言（* 永正4年）
  - 3月18日 - 上杉憲政、戦国期の武将、関東管領、山内上杉氏の当主（* 大永3年）
  - 3月24日 - 上杉景虎、戦国期の武将、上杉謙信の養子（* 天文22年?）
  - 8月29日 - 築山殿、徳川家康の正妻（* 天文11年?）
  - 9月15日 - 松平信康、徳川家康の嫡男（* 永禄2年）
- 8年
  - 1月7日 - 別所長治、戦国期の武将（* 永禄元年?）
  - 月日不明 - 山名祐豊、戦国大名（* 永正8年）
- 9年
  - 1月25日 - 京極高吉、足利義輝の幕臣（* 永正5年）
  - 7月22日 - 佐久間信盛、戦国期の武将、織田信長の家臣（* 大永7年）
  - 10月25日 - 吉川経家、戦国期の武将、毛利家の家臣（* 天文16年）
  - 12月2日 - 相良義陽、戦国期の武将、肥後国の戦国大名（* 天文13年）
- 10年
  - 1月4日 - 南部晴政、陸奥国の戦国大名（* 永正14年）
  - 1月9日 - 宇喜多直家、戦国大名、宇喜多秀家の父（* 享禄2年）
  - 1月24日 - 南部晴継、陸奥国の戦国大名、南部晴政の子（* 元亀元年）
  - 3月2日 - 小山田昌成、甲斐武田氏家臣、信濃内山城代（* 生年不詳）
  - 3月2日 - 小山田大学助、甲斐武田氏家臣、昌成の弟（* 生年不詳）
  - 3月11日 - 武田勝頼、甲斐国の戦国大名（* 天文15年）
  - 3月11日 - 武田信勝、戦国期の武将、武田勝頼の嫡男（* 永禄10年）
  - 3月24日 - 小山田信茂、甲斐国都留郡の国人領主（* 天文8年）
  - 4月3日 - 快川紹喜、戦国期の臨済僧（* 生年不明）
  - 6月2日 - 織田信長、戦国期の武将、右大臣・右近衛大将（* 天文3年）
  - 6月2日 - 森成利、戦国期の武将、織田信長の小姓（* 永禄8年）
  - 6月2日 - 織田信忠、戦国期の武将、織田信長の嫡男（* 弘治3年）
  - 6月2日 - 穴山信君、戦国期の武将、甲斐武田氏の一族（* 天文10年）
  - 6月13日 - 明智光秀、戦国期の武将、近江国坂本城主（* 享禄元年?）
  - 6月17日 - 斎藤利三、明智光秀の家老（* 天文3年）
- 11年
  - 4月24日 - 柴田勝家、戦国期の武将（* 大永2年）
  - 4月24日 - お市の方、織田信長の妹、浅井長政の妻（* 天文16年?）
- 12年
  - 3月24日 - 龍造寺隆信、肥前国の戦国大名（* 享禄2年）
- 13年
  - 10月8日 - 伊達輝宗、戦国大名（* 天文13年）
  - 12月10日 - 羽柴秀勝、戦国期の武将、織田信長の四男、羽柴秀吉の養子（* 永禄11年）
- 14年
  - 7月24日 - 誠仁親王、戦国期の皇族、正親町天皇第一皇子、後陽成天皇の父（* 天文21年）
  - 9月9日 - 滝川一益、戦国期の武将、織田四天王・織田五大将の1人（* 大永5年）
  - 11月15日 - 吉川元春、戦国期の武将、毛利元就の次男（* 享禄3年）
- 15年
  - 5月6日 - 大友義鎮、戦国期のキリシタン大名（* 享禄3年）
  - 5月18日 - 大村純忠、戦国期のキリシタン大名（* 天文2年）
  - 6月5日 - 島津家久、戦国期の武将、島津貴久の4男（* 天文16年）
- 16年
  - 閏5月14日 - 佐々成政、戦国期の武将（* 天文5年）
- 17年
  - 6月12日 - 上井覚兼、島津氏の家臣（* 天文14年）
- 18年
  - 1月14日 - 朝日姫、徳川家康の正室（* 天文12年）
  - 5月27日 - 堀秀政、戦国期の武将（* 天文22年）
  - 7月11日 - 北条氏政、戦国期の武将（* 天文7年）
  - 7月11日 - 北条氏照、戦国期の武将（* 天文9年） 生年は異説有り
  - 9月4日 - 狩野永徳、戦国期の絵師（* 天文12年）
- 19年
  - 1月22日 - 豊臣秀長、戦国期の武将、豊臣秀吉の異父弟（* 天文9年）
  - 2月28日 - 千利休、戦国期の茶人（* 大永2年）
  - 7月 - 南条元続、戦国期の武将、伯耆国の戦国大名（* 生年不明）
  - 8月5日 - 鶴松丸、豊臣秀吉の長男、幼名は捨（* 天正17年）
  - 9月20日 - 九戸政実、戦国期の武将（* 天文5年）
  - 11月4日 - 北条氏直、戦国期の武将、戦国大名（* 永禄5年）
- 20年
  - 7月22日 - 大政所、豊臣秀吉の母（* 永正10年）
  - 9月9日 - 豊臣秀勝、戦国期の武将、豊臣秀吉の甥（* 永禄12年）
  - 11月24日 - 顕如、本願寺第11世門主（* 天文12年）

## 西暦との対照表
※は小の月を示す。
| 天正元年（癸酉）   | 一月※     | 二月※   | 三月  | 四月※  | 五月※ | 六月   | 七月  | 八月※   | 九月    | 十月  | 十一月※ | 十二月   |           |
| ------------------ | --------- | ------- | ----- | ------ | ----- | ------ | ----- | ------- | ------- | ----- | ------- | -------- | --------- |
| ユリウス暦         | 1573/2/3  | 3/4     | 4/2   | 5/2    | 5/31  | 6/29   | 7/29  | 8/28    | 9/26    | 10/26 | 11/25   | 12/24    |           |
| 天正二年（甲戌）   | 一月      | 二月※   | 三月※ | 四月   | 五月※ | 六月※  | 七月  | 八月※   | 九月    | 十月  | 十一月  | 十二月   | 閏十二月※ |
| ユリウス暦         | 1574/1/23 | 2/22    | 3/23  | 4/21   | 5/21  | 6/19   | 7/18  | 8/17    | 9/15    | 10/15 | 11/14   | 12/14    | 1575/1/13 |
| 天正三年（乙亥）   | 一月      | 二月※   | 三月※ | 四月   | 五月※ | 六月※  | 七月  | 八月※   | 九月    | 十月  | 十一月※ | 十二月   |           |
| ユリウス暦         | 1575/2/11 | 3/13    | 4/11  | 5/10   | 6/9   | 7/8    | 8/6   | 9/5     | 10/4    | 11/3  | 12/3    | 1576/1/1 |           |
| 天正四年（丙子）   | 一月      | 二月※   | 三月  | 四月※  | 五月  | 六月※  | 七月※ | 八月    | 九月※   | 十月  | 十一月※ | 十二月   |           |
| ユリウス暦         | 1576/1/31 | 3/1     | 3/30  | 4/29   | 5/28  | 6/27   | 7/26  | 8/24    | 9/23    | 10/22 | 11/21   | 12/20    |           |
| 天正五年（丁丑）   | 一月      | 二月    | 三月※ | 四月   | 五月※ | 六月   | 七月※ | 閏七月※ | 八月    | 九月※ | 十月    | 十一月※  | 十二月    |
| ユリウス暦         | 1577/1/19 | 2/18    | 3/20  | 4/18   | 5/18  | 6/16   | 7/16  | 8/14    | 9/12    | 10/12 | 11/10   | 12/10    | 1578/1/8  |
| 天正六年（戊寅）   | 一月      | 二月※   | 三月  | 四月   | 五月※ | 六月   | 七月※ | 八月※   | 九月    | 十月※ | 十一月  | 十二月※  |           |
| ユリウス暦         | 1578/2/7  | 3/9     | 4/7   | 5/7    | 6/6   | 7/5    | 8/4   | 9/2     | 10/1    | 10/31 | 11/29   | 12/29    |           |
| 天正七年（己卯）   | 一月      | 二月※   | 三月  | 四月   | 五月※ | 六月   | 七月※ | 八月    | 九月※   | 十月  | 十一月※ | 十二月   |           |
| ユリウス暦         | 1579/1/27 | 2/26    | 3/27  | 4/26   | 5/26  | 6/24   | 7/24  | 8/22    | 9/21    | 10/20 | 11/19   | 12/18    |           |
| 天正八年（庚辰）   | 一月※     | 二月    | 三月※ | 閏三月 | 四月※ | 五月   | 六月  | 七月※   | 八月    | 九月※ | 十月    | 十一月※  | 十二月    |
| ユリウス暦         | 1580/1/17 | 2/15    | 3/16  | 4/14   | 5/14  | 6/12   | 7/12  | 8/11    | 9/9     | 10/9  | 11/7    | 12/7     | 1581/1/5  |
| 天正九年（辛巳）   | 一月※     | 二月    | 三月※ | 四月   | 五月※ | 六月   | 七月※ | 八月    | 九月    | 十月※ | 十一月  | 十二月※  |           |
| ユリウス暦         | 1581/2/4  | 3/5     | 4/4   | 5/3    | 6/2   | 7/1    | 7/31  | 8/29    | 9/28    | 10/28 | 11/26   | 12/26    |           |
| 天正十年（壬午）   | 一月      | 二月※   | 三月  | 四月※  | 五月※ | 六月   | 七月※ | 八月    | 九月    | 十月  | 十一月※ | 十二月   |           |
| グレゴリオ暦       | 1582/2/3  | 3/5     | 4/3   | 5/3    | 6/1   | 6/30   | 7/30  | 8/28    | 9/27    | 10/27 | 11/26   | 12/25    |           |
| ユリウス暦         | 1582/1/24 | 2/23    | 3/24  | 4/23   | 5/22  | 6/20   | 7/20  | 8/18    | 9/17    | 10/17 | 11/16   | 12/15    |           |
| 天正十一年（癸未） | 一月      | 閏一月※ | 二月※ | 三月   | 四月※ | 五月※  | 六月  | 七月※   | 八月    | 九月  | 十月※   | 十一月   | 十二月    |
| グレゴリオ暦       | 1583/1/24 | 2/23    | 3/24  | 4/22   | 5/22  | 6/20   | 7/19  | 8/18    | 9/16    | 10/16 | 11/15   | 12/14    | 1584/1/13 |
| ユリウス暦         | 1583/1/14 | 2/13    | 3/14  | 4/12   | 5/12  | 6/10   | 7/9   | 8/8     | 9/6     | 10/6  | 11/5    | 12/4     | 1584/1/3  |
| 天正十二年（甲申） | 一月※     | 二月    | 三月※ | 四月   | 五月※ | 六月※  | 七月  | 八月※   | 九月    | 十月※ | 十一月  | 十二月   |           |
| グレゴリオ暦       | 1584/2/12 | 3/12    | 4/11  | 5/10   | 6/9   | 7/8    | 8/6   | 9/5     | 10/4    | 11/3  | 12/2    | 1585/1/1 |           |
| ユリウス暦         | 1584/2/2  | 3/2     | 4/1   | 4/30   | 5/30  | 6/28   | 7/27  | 8/26    | 9/24    | 10/24 | 11/22   | 12/22    |           |
| 天正十三年（乙酉） | 一月      | 二月※   | 三月  | 四月※  | 五月  | 六月※  | 七月※ | 八月    | 閏八月※ | 九月  | 十月※   | 十一月   | 十二月    |
| グレゴリオ暦       | 1585/1/31 | 3/2     | 3/31  | 4/30   | 5/29  | 6/28   | 7/27  | 8/25    | 9/24    | 10/23 | 11/22   | 12/21    | 1586/1/20 |
| ユリウス暦         | 1585/1/21 | 2/20    | 3/21  | 4/20   | 5/19  | 6/18   | 7/17  | 8/15    | 9/14    | 10/13 | 11/12   | 12/11    | 1586/1/10 |
| 天正十四年（丙戌） | 一月※     | 二月    | 三月  | 四月※  | 五月  | 六月※  | 七月※ | 八月    | 九月※   | 十月  | 十一月※ | 十二月   |           |
| グレゴリオ暦       | 1586/2/19 | 3/20    | 4/19  | 5/19   | 6/17  | 7/17   | 8/15  | 9/13    | 10/13   | 11/11 | 12/11   | 1587/1/9 |           |
| ユリウス暦         | 1586/2/9  | 3/10    | 4/9   | 5/9    | 6/7   | 7/7    | 8/5   | 9/3     | 10/3    | 11/1  | 12/1    | 12/30    |           |
| 天正十五年（丁亥） | 一月※     | 二月    | 三月  | 四月※  | 五月  | 六月※  | 七月  | 八月※   | 九月    | 十月※ | 十一月  | 十二月※  |           |
| グレゴリオ暦       | 1587/2/8  | 3/9     | 4/8   | 5/8    | 6/6   | 7/6    | 8/4   | 9/3     | 10/2    | 11/1  | 11/30   | 12/30    |           |
| ユリウス暦         | 1587/1/29 | 2/27    | 3/29  | 4/28   | 5/27  | 6/26   | 7/25  | 8/24    | 9/22    | 10/22 | 11/20   | 12/20    |           |
| 天正十六年（戊子） | 一月      | 二月※   | 三月  | 四月※  | 五月  | 閏五月 | 六月※ | 七月    | 八月※   | 九月  | 十月※   | 十一月   | 十二月※   |
| グレゴリオ暦       | 1588/1/28 | 2/27    | 3/27  | 4/26   | 5/25  | 6/24   | 7/24  | 8/22    | 9/21    | 10/20 | 11/19   | 12/18    | 1589/1/17 |
| ユリウス暦         | 1588/1/18 | 2/17    | 3/17  | 4/16   | 5/15  | 6/14   | 7/14  | 8/12    | 9/11    | 10/10 | 11/9    | 12/8     | 1589/1/7  |
| 天正十七年（己丑） | 一月      | 二月※   | 三月  | 四月※  | 五月  | 六月※  | 七月  | 八月    | 九月※   | 十月  | 十一月※ | 十二月   |           |
| グレゴリオ暦       | 1589/2/15 | 3/17    | 4/15  | 5/15   | 6/13  | 7/13   | 8/11  | 9/10    | 10/10   | 11/8  | 12/8    | 1590/1/6 |           |
| ユリウス暦         | 1589/2/5  | 3/7     | 4/5   | 5/5    | 6/3   | 7/3    | 8/1   | 8/31    | 9/30    | 10/29 | 11/28   | 12/27    |           |
| 天正十八年（庚寅） | 一月※     | 二月    | 三月※ | 四月※  | 五月  | 六月※  | 七月  | 八月    | 九月    | 十月※ | 十一月  | 十二月※  |           |
| グレゴリオ暦       | 1590/2/5  | 3/6     | 4/5   | 5/4    | 6/2   | 7/2    | 7/31  | 8/30    | 9/29    | 10/29 | 11/27   | 12/27    |           |
| ユリウス暦         | 1590/1/26 | 2/24    | 3/26  | 4/24   | 5/23  | 6/22   | 7/21  | 8/20    | 9/19    | 10/19 | 11/17   | 12/17    |           |
| 天正十九年（辛卯） | 一月      | 閏一月※ | 二月  | 三月※  | 四月※ | 五月   | 六月※ | 七月    | 八月    | 九月※ | 十月    | 十一月   | 十二月※   |
| グレゴリオ暦       | 1591/1/25 | 2/24    | 3/25  | 4/24   | 5/23  | 6/21   | 7/21  | 8/19    | 9/18    | 10/18 | 11/16   | 12/16    | 1592/1/15 |
| ユリウス暦         | 1591/1/15 | 2/14    | 3/15  | 4/14   | 5/13  | 6/11   | 7/11  | 8/9     | 9/8     | 10/8  | 11/6    | 12/6     | 1592/1/5  |
| 天正二十年（壬辰） | 一月      | 二月※   | 三月  | 四月※  | 五月※ | 六月   | 七月※ | 八月    | 九月※   | 十月  | 十一月  | 十二月   |           |
| グレゴリオ暦       | 1592/2/13 | 3/14    | 4/12  | 5/12   | 6/10  | 7/9    | 8/8   | 9/6     | 10/6    | 11/4  | 12/4    | 1593/1/3 |           |
| ユリウス暦         | 1592/2/3  | 3/4     | 4/2   | 5/2    | 5/31  | 6/29   | 7/29  | 8/27    | 9/26    | 10/25 | 11/24   | 12/24    |           |